# به-جیمز، کبک
به-جیمز (به فرانسوی: Baie-James) شهری در ناحیه نور-دو-کبک در استان کبک کانادا است. در سرشماری سال ۲۰۱۱ این شهر ۱٬۹۷۶ نفر جمعیت داشته‌است و مساحت آن ۳۳۳٬۲۵۵٫۵۵ کیلومتر مربع است.